# BMD-4
BMD-4 je ruské obojživelné bojové vozidlo pěchoty určené k přepravě výsadkových jednotek.

## Vznik a vývoj
BMD-4 vyvinul Volgogradský traktorový závod společně se státním podnikem KBP v Tule jako modernizovanou verzi BMD-3. Zbraňový modul vozidla BMD-4 vyvinula společnost KBP na základě zbraňového modulu z vozidla BMP-3. BMD-4 byl do výzbroje ruských vzdušných výsadkových sil zaveden 31. prosince 2004. První várka vozidel BMD-4 vstoupila do služby u 137. gardového výsadkového pluku v srpnu 2005. Sériová výroba BMD-4 probíhala ve Volgogradském traktorovém závodě, ale nakonec bylo vyrobeno pouze 60 těchto vozidel. Důvodem byla skutečnost, že verze BMD-4 nenabízela žádné významné bojové výhody oproti modernizovaným verzím BMD-1 a BMD-2.
V roce 2007 zahájil Kurganský strojírenský závod vývoj modernizované BMD-4, označené BMD-4M. Koncem roku 2012 byla podepsána smlouva na dodávku prvních 10 vozidel BMD-4M za 608 milionů rublů. Vojskové zkoušky vozidel BMD-4M začaly v červenci 2014 a typ BMD-4M vstoupil do výzbroje ruských vzdušných sil v květnu 2016.

## Konstrukce
Konstrukce BMD-4 je do značné míry sjednocena s BMP-3, což snižuje nároky na obsluhu a logistiku. Odpružení tvoří nezávislá torzní tyč s teleskopickými hydraulickými tlumiči. Pohon BMD-4 zajišťuje šestiválcový vznětový motor 2V-06-2 o výkonu 450 koní. BMD-4M dostal výkonnější desetiválcový motor UTD-9, který má o 36 kW vyšší výkon. BMD-4M má díky výkonnějšímu motoru, nižší hmotnosti 13,5 t (BMD-4 13,6 t) a upravenému podvozku lepší jízdní vlastnosti a ovladatelnost. Maximální rychlost je téměř 70 km/h.
Posádku BMD-4M tvoří řidič a velitel. V zadní části je místo pro 6 výsadkářů. Původní BMD-4 mohl nést pouze 5 výsadkářů.
BMD-4M dostal nový trup z lehké slitiny s nízkou hmotností, která umožňuje navigaci a zejména výsadky na padácích. Upravený trup také zlepšil schopnosti vozidla na moři, kde BMD-4M dosahuje rychlosti 10 km/h.
BMD-4M i základní BMD-4 mají stejnou výzbroj, která je však poměrně působivá. Ve věži je souosý 100mm kanon, 30mm rychlopalný kanon 2A72 s účinným dostřelem 2 600 m a 7,62mm kulomet PKTM. Zbraň 2A70 je stabilizovaná ve dvou rovinách a vybavena nabíjecím automatem, se zásobou 34 nábojů. Náměr děla má rozsah od -6° do +60° a jeho odměr je 360°. Zbraň má dostřel 4 000 m a může vést palbu rychlostí 10 ran za minutu.
BMD-4M může také odpalovat protitankové řízené střely 9M117M3, kterých má v zásobě 4 kusy. Střela má dostřel 5 500 m a dokáže prorazit 750mm pancíř.
Vozidlo je chráněno šesti výmetnicemi zadýmovacích granátů 3D6/3D6M.

## Služba

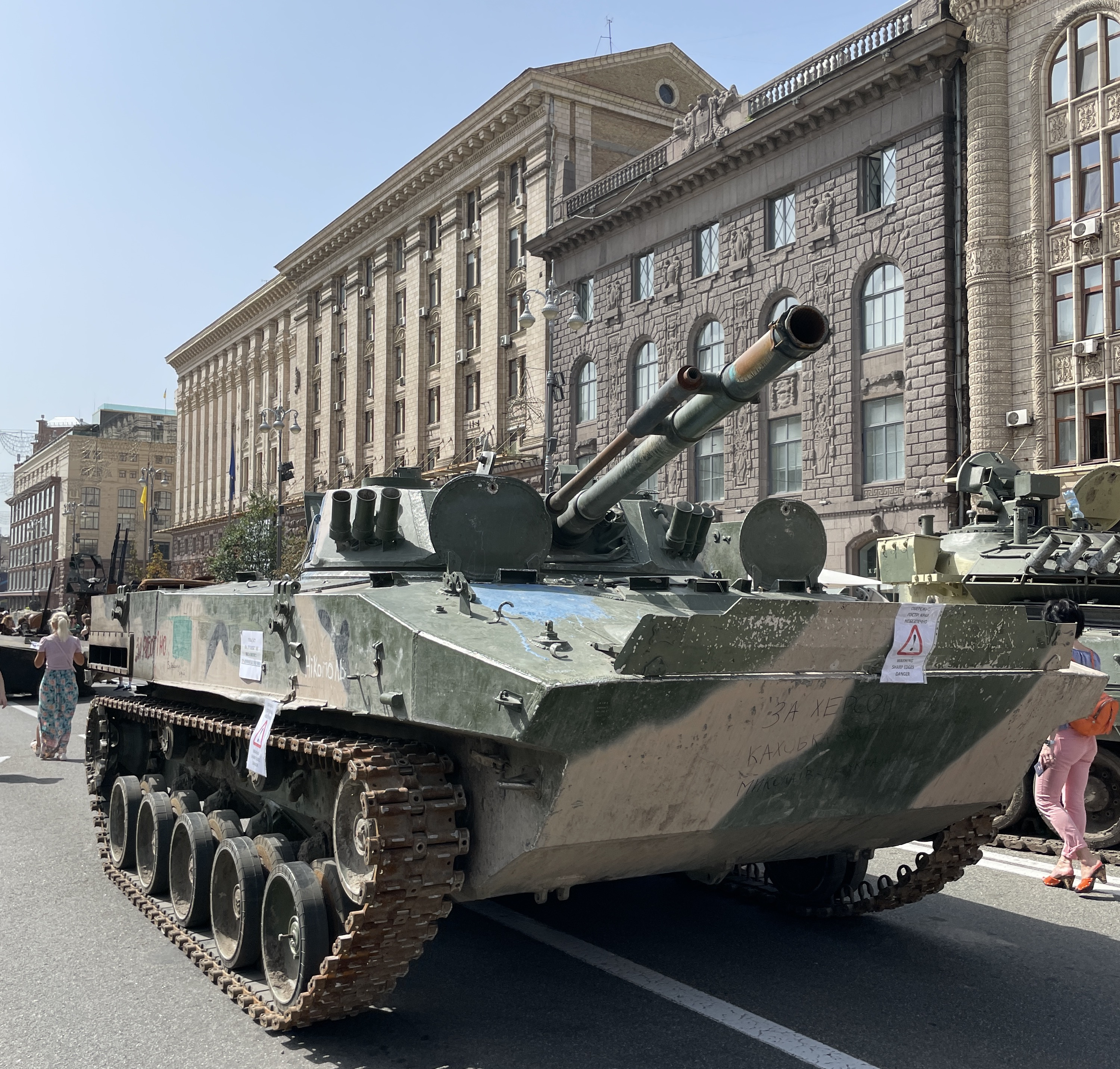
Ukořistěný ruský BMD-4 v Kyjevě

Během ruské invaze na Ukrajinu  nasadilo Rusko do bojů i vozidla BMD-4. Za prvních 9 měsíců války přišlo nejméně o 57 vozidel BMD-4M.

## Varianty
- BMD-4 – základní verze vzdušného bojového vozidla představená v roce 2004.
- BMD-4K – velitelská verze BMD-4, od základní verze se liší přídavnou radiostanicí a speciálně vybavenými sedadly.
- BMD-4M – modernizovaná verze BMD-4 s novým trupem, ale se stejným zbraňovým modulem.

## Uživatelé
Rusko – k červenci 2021 má 11 praporních kompletů (každý praporní komplet obsahuje 31 BMD-4M a případně 16 BTR-MDM).